# Wszystkim zakochanym (album)
A Wszystkim zakochanym a Skaldowie együttes 1972-ben megjelent hatodik sorlemeze, amelyet a Muza adott ki. Katalógusszámai: XL 0887 (mono), SXL 0887 (stereo).

## Az album dalai

### A oldal
1. Kolorowe szare dni 3:51
2. Łagodne światło twoich oczu 3:11
3. Dajcie mi snu godzinę cichą 4:43
4. Wolne są kwiaty na łące 1:21
5. Zabierz sobie wszystko 4:20
6. Tylko muzyka 2:21

### B oldal
1. Wszystkim zakochanym 4:16
2. Zajęczym tropem 3:38
3. Jaskółka 3:04
4. Księżyc we włosy 3:47
5. Basetlo, basetlino 2:43
6. Zaśnij słoneczko (mojej córce, Agnieszce) 2:43